# Broš
Broš (hebrejsky בְּרוֹשׁ, v oficiálním přepisu do angličtiny Berosh, přepisováno též Brosh) je vesnice typu mošav v Izraeli, v Jižním distriktu, v Oblastní radě Bnej Šim'on.

## Geografie
Leží v nadmořské výšce 130 metrů v severozápadní části pouště Negev, v místech kde aridní oblast přechází do zemědělsky využívané a uměle zavlažované krajiny, která navazuje na pobřežní nížinu. Krajina tu má mírně zvlněný reliéf, jímž protékají četná vádí. Severně od mošavu je to vádí Nachal Grar. Jižním směrem pak leží vádí Nachal Patiš.
Obec se nachází 26 kilometrů od břehu Středozemního moře, cca 79 kilometrů jihojihozápadně od centra Tel Avivu, cca 72 kilometrů jihozápadně od historického jádra Jeruzalému a 21 kilometrů severozápadně od města Beerševa. Broš obývají Židé, přičemž osídlení v tomto regionu je etnicky převážně židovské. Oblasti se silným zastoupením arabské (respektive beduínské) populace začínají až cca 10 kilometrů východním směrem (například město Rahat).
Broš je na dopravní síť napojen pomocí lokální silnice 2544, která ústí do dálnice číslo 25.

## Dějiny
Broš byl založen v roce 1953. Jde o součást jednotně řešeného bloku tří židovských vesnic zvaného Mošavej jachdav, do kterého patří mošavy Broš, Ta'ašur a Tidhar. Všechny tři vznikly počátkem 50. let 20. století, zejména pro usídlení Židů z Maroka. Jejich pojmenování je odvozeno od biblického citátu z Knihy Izajáš 41,19: „V poušti dám vyrůst cedrům, akáciím, myrtě a olivám, na pustině vysadím cypřiš, platan i zimostráz spolu“ Blok dostal jméno podle slova spolu („jachdav“), přičemž i jména jednotlivých vesnic jsou inspirována tímto veršem. V případě mošavu Broš jde o strom překládaný jako cypřiš.
Zakladateli osady byli židovští imigranti, především z Maroka. Místní ekonomika je zčásti založena na zemědělství (pěstování brambor, chov drůbeže). Část obyvatel za prací dojíždí mimo obec. V mošavu funguje společenský klub, mateřská škola, knihovna, synagoga, mikve, zdravotní středisko, plavecký bazén a sportovní areály. Další občanská vybavenost je v sousedních dvou vesnicích tohoto sídelního bloku. Mošav plánuje stavební expanzi, která má spočívat ze 72 parcel nabízených pro výstavbu rodinných domů. 10 z nich už bylo zbudováno.

## Demografie
Obyvatelstvo mošavu je smíšené, tedy sekulární i nábožensky orientované. Podle údajů z roku 2014 tvořili naprostou většinu obyvatel v Broš Židé (včetně statistické kategorie "ostatní", která zahrnuje nearabské obyvatele židovského původu ale bez formální příslušnosti k židovskému náboženství).
Jde o menší obec vesnického typu s dlouhodobě rostoucí populací. K 31. prosinci 2014 zde žilo 408 lidí. Během roku 2014 populace stoupla o 6,8 %.
| Rok            | 1961 | 1972 | 1983 | 1995 | 2001 | 2003 | 2004 | 2005 | 2006 | 2007 | 2008 | 2009 | 2010 | 2011 | 2012 | 2013 | 2014 |
| -------------- | ---- | ---- | ---- | ---- | ---- | ---- | ---- | ---- | ---- | ---- | ---- | ---- | ---- | ---- | ---- | ---- | ---- |
| Počet obyvatel | 317  | 330  | 303  | 234  | 189  | 211  | 209  | 215  | 221  | 238  | 251  | 290  | 310  | 330  | 340  | 382  | 408  |